# Thomas Watt Gregory
Thomas Watt Gregory, född 6 november 1861, död 26 februari 1933, var en amerikansk demokratisk politiker.
Gregory studerade juridik vid University of Texas at Austin och utexaminerades 1885.
Han tjänstgjorde som USA:s justitieminister 1914-1919 under president Woodrow Wilson. 1916 ville Wilson utnämna sin justitieminister till USA:s högsta domstol, men Gregory tackade nej till erbjudandet med hänsyn till att han hade dålig hörsel, han ville satsa på Wilsons återvalskampanj och dessutom ansåg han sig sakna den rätta sortens temperament för att bli en bra domare.